# Há Volta (programa de televisão)
Há Volta foi um programa de televisão, emitido no verão na RTP1, com música, entrevistas e passatempos, que acompanhava a Volta a Portugal em Bicicleta.
Tinha como principal objetivo a proximidade entre o canal e o seu público, tanto através da interatividade com as pessoas presentes, como com o telespetadores, através de diferentes desafios lançados ao longo das emissões, que aconteciam nos locais de chegada das etapas da prova.

## Apresentadores
| Ano  | Apresentadores                                         | Repórter de Exteriores       |
| ---- | ------------------------------------------------------ | ---------------------------- |
| 2003 | Bárbara Oliveira Pinto e Daniel Oliveira               | (sem repórter de exteriores) |
| 2004 | Bárbara Oliveira Pinto e Daniel Oliveira               | (sem repórter de exteriores) |
| 2005 | Daniel Oliveira e Helena Coelho                        | (sem repórter de exteriores) |
| 2006 | Daniel Oliveira, Helena Coelho e Dália Madruga         | (sem repórter de exteriores) |
| 2007 | Daniel Oliveira, Isabel Figueira e Margarida Barreiros | (sem repórter de exteriores) |
| 2008 | Isabel Figueira, João Baião e Margarida Barreiros      | (sem repórter de exteriores) |
| 2009 | João Baião, Diamantina Rodrigues e Carla Matos Gomes   | (sem repórter de exteriores) |
| 2010 | João Baião, Carla Matos Gomes e Isabel Figueira        | (sem repórter de exteriores) |
| 2011 | João Baião, Isabel Figueira e Joana Teles              | (sem repórter de exteriores) |
| 2012 | João Baião, Diamantina Rodrigues e Catarina Camacho    | (sem repórter de exteriores) |
| 2013 | Isabel Figueira e Jorge Gabriel                        | (sem repórter de exteriores) |
| 2014 | Joana Teles e Ricardo Castro                           | (sem repórter de exteriores) |
| 2015 | Catarina Camacho e Mário Augusto                       | (sem repórter de exteriores) |
| 2016 | Catarina Camacho, Mário Augusto e Tiago Goés Ferreira  | Inês Carranca                |
| 2017 | Catarina Camacho, Hélder Reis e Joana Teles            | Inês Carranca                |
| 2018 | Catarina Camacho, Hélder Reis e Joana Teles            | Inês Carranca                |
| 2019 | Catarina Camacho, Joana Teles e Tiago Goés Ferreira    | Inês Carranca                |
| 2020 | Catarina Camacho, Joana Teles e Tiago Goés Ferreira    | Inês Carranca                |
| 2021 | Inês Carranca, Joana Dias e Tiago Goés Ferreira        | Catarina Camacho             |
| 2022 | Inês Carranca, Joana Teles e Tiago Goés Ferreira       | Idevor Mendonça              |